# Gavarnie
Gavarnie korábbi község Franciaország Okcitánia régiójában, Hautes-Pyrénées megyében. Lakosainak száma 114 fő (2018. január 1.). Gavarnie Gèdre és Cauterets községekkel határos.
2016. január 1-jén Gèdre korábbi községgel egyesült és az így létrejött Gavarnie-Gèdre új község része lett.

## Népesség
A település népességének változása:
| Lakosok száma | 213  | 167  | 162  | 169  | 177  | 147  | 130  | 120  | 115  | 114  |
|               | 1962 | 1968 | 1975 | 1982 | 1990 | 2008 | 2013 | 2015 | 2017 | 2018 |